# Hans van Mierlo (PvdA)

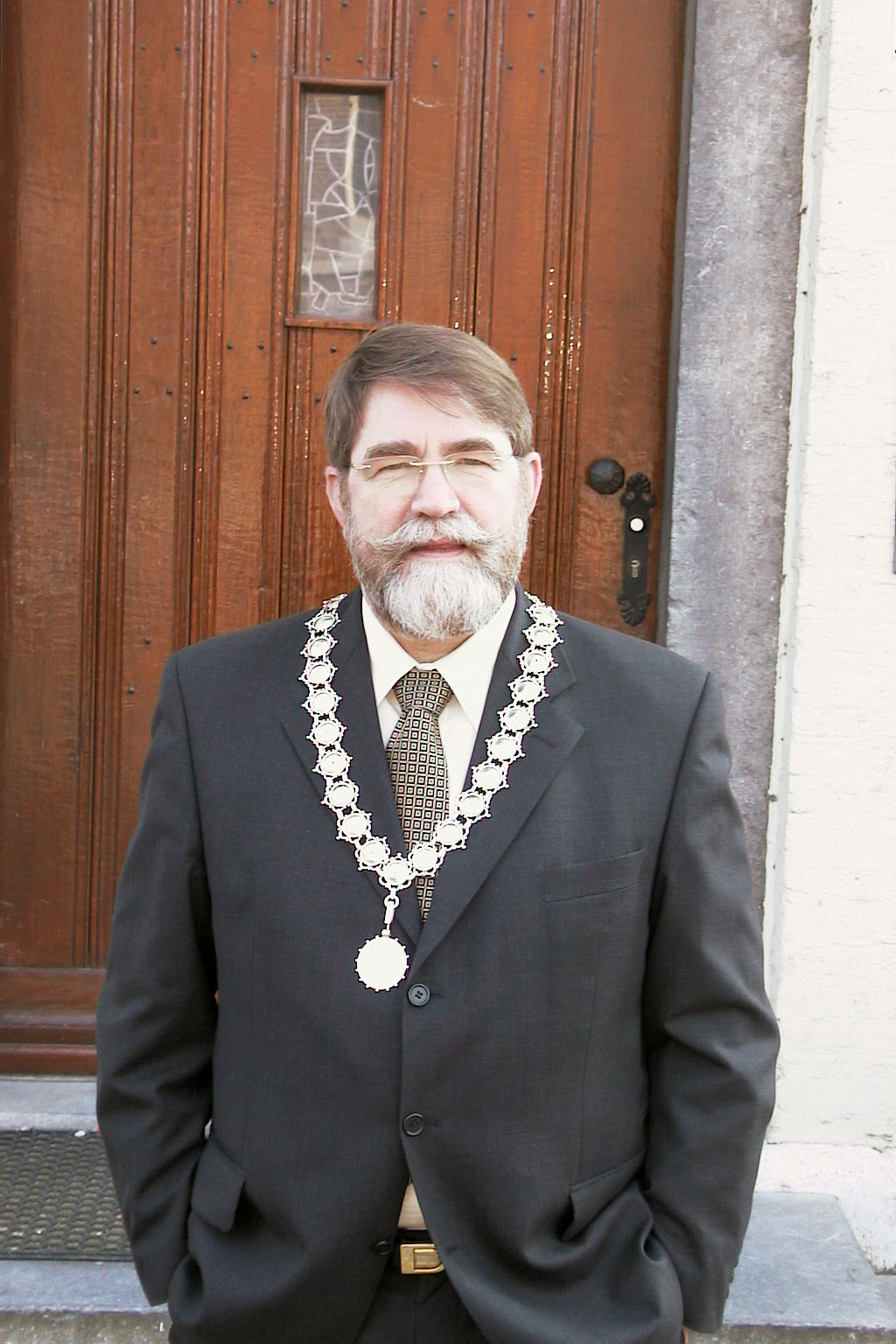
Portret van Burgemeester Hans van Mierlo, 2003

Johan Arnold Gerardus (Hans) van Mierlo (Tilburg, 4 februari 1944) is een Nederlands politicus. Hij is lid van de Partij van de Arbeid (PvdA).
Zijn vader was directeur van een schoenfabriek, maar zelf ging hij de politiek in. In 1976 werd hij in Vught gemeenteraadslid en van 1978 tot 1982 was hij daar wethouder. In augustus 1982 volgde zijn benoeming tot burgemeester van Mook en Middelaar. 
Op 16 december 1986 werd Van Mierlo burgemeester van Susteren wat hij zou blijven tot die gemeente op 1 januari 2003 fuseerde met Echt tot de gemeente Echt-Susteren, waarmee zijn functie kwam te vervallen. Vanaf 1 februari 2003 was hij nog een half jaar waarnemend burgemeester van Maasbree. Vanwege problemen met zijn gezondheid kwam daarmee op 59-jarige leeftijd een einde aan zijn burgemeesterscarrière.